# Nalini Jaywant
Nalini Jaywant (Bombay, 28 februari 1916 - Bombay, 24 december 2010) was een Indiase Bollywood-actrice, die vooral in de jaren vijftig populair was. Ze speelde met de grote Indiase sterren van die tijd, waaronder Ashok Kumar, Dev Anand en Shammi Kapoor, in zowel realistische films als musicals. Haar doorbraak was de film 'Bahen' (1941) van Mehboob Khan, maar ze werd echt een topster in 1950 toen ze naast Kumar speelde in de films 'Samadhi' en 'Sangram'. Ook in andere films was ze de tegenspeelster van Kumar, waaronder 'Kafila' (1952) en 'Saloni' (1952). Critici waren enthousiast over haar optreden in films als 'Shikast' (1953) en 'Railway Platform' (1955). Tot het eind van de jaren vijftig was ze een belangrijke actrice. 'Kaala Pani' (1958) was de laatste succesvolle film waarin ze optrad. Voor haar rol in die film kreeg ze de Filmfare Best Supporting Actress Award van 1958. Daarna verscheen ze nog maar in een paar films. Sinds begin jaren tachtig leidde ze een teruggetrokken leven.
- Gemeinsame Normdatei: 137807554
- International Standard Name Identifier: 0000 0000 5905 7491
- Library of Congress Control Number: no2018028044
- Virtual International Authority File: 85988479
- WorldCat: E39PBJhmHc8jPxrx7XjY7mJ4bd